# Яроцкая, Мария Каспаровна
Мари́я Каспа́ровна Яро́цкая (29 октября 1883, Саратов — 3 ноября 1968, Москва) — российская и советская актриса театра и кино.

## Биография
Мария Яроцкая родилась в Саратове 29 октября 1883 года в семье ссыльного поселенца. Отец Марии умер, когда дочери было шесть лет. Мать осталась с двумя детьми, зарабатывала шитьём белья и домашними обедами. После окончания гимназии Мария стала домашней учительницей, сдав для этого специальный экзамен. В это же время она продолжала учиться в Боголюбовском училище живописи и работала в Управлении Рязано-Уральской железной дороги.
Со временем такая жизнь наскучила девушке, и Мария твёрдо решила попробовать свои силы в актёрской профессии. Для этого она брала частные уроки у знаменитого саратовского артиста и антрепренёра Строителева. В 1905 году Мария отправилась на гастроли в Херсон. Там она познакомилась с блистательным комедийным актёром и драматургом Сергеем Антимоновым. Вскоре, в 1908 году, они стали мужем и женой. В Херсоне Мария Каспаровна играла два сезона.
Актриса играла в театрах главные и второстепенные роли в самых разных по жанру спектаклях. Уже в 1908 году сыграла бенефисную роль в пьесе Сергея Антимонова «Притча о любви».
Сезон 1907—1908 года Яроцкая играла на сцене театра в Красноярске, затем вместе с мужем в Санкт-Петербурге, с 1908 по 1919 год в созданном ими (совместно с А. Кугелем, З. Холмской и др.) пародийном театре-кабаре «Кривое зеркало». Сезон 1919—1920 года в театре им. Луначарского Покровской Слободы (ныне город Энгельс), затем перебравшись через Волгу, вернулась в родной Саратов и три сезона играла в театре драмы им. К. Маркса. Сезон 1923—1924 года в театре «Кривой Джимми» в Москве. С 1924 по 1941 год служила в театре Сатиры в Москве, тогда же параллельно начала сниматься в кино. В 1942—1945 гг. — актриса киностудии «Союздетфильм». С 1945 года — в Театре-студии киноактёра.
С 1927 года Мария Яроцкая снималась в кино. Среди наиболее заметных её работ: «Поезд идёт на восток» (Мария Ивановна), «Молодая гвардия» (мать Сергея Тюленина), «Сталинградская битва» (мать солдата), «Попрыгунья» (дачница). Яроцкая на экране играла роли женщин мягких и добрых, способных поддержать морально и духовно.
На сцене Театра-студии киноактёра Мария Каспаровна сыграла одну из лучших своих ролей — Мать в спектакле «Дети Ванюшина».
Ушла из жизни 3 ноября 1968 года в Москве. Похоронена на московском  Введенском кладбище (22 уч.) рядом с мужем и родственниками.

## Фильмография
- 1927 — Третья Мещанская — медсестра
- 1936 — Девушка с Камчатки — мать Марии
- 1936 — Партийный билет — мать Анны
- 1936 — Последняя ночь — Захаркина, мать
- 1937 — Как будет голосовать избиратель (короткометражный)
- 1937 — Возвращение Максима — жена Никадима
- 1938 — Морской пост — Варвара Степановна Бурова, жена Филиппа Филипповича
- 1939 — Шёл солдат с фронта — мать Софьи
- 1940 — Любимая девушка — Евдокия Петровна, мать Вари
- 1943 — Кутузов — крестьянка
- 1944 — Человек № 217 — женщина, разглядывающая пленных
- 1945 — Это было в Донбассе — старуха
- 1946 — Первая перчатка — тётка
- 1947 — Весна — тётя Паша, домработница
- 1947 — Поезд идёт на восток — Мария Ивановна Захарова, учительница
- 1947 — Свет над Россией — Даша, прислуга у Забелиных
- 1948 — Молодая гвардия — Александра Васильевна, мать Тюленина
- 1948 — Красный галстук — соседка Шуры Бадейкина
- 1948 — Первоклассница — мать учительницы
- 1948 — Повесть о настоящем человеке — нянечка
- 1949 — Сталинградская битва — мать солдата
- 1950 — Кавалер Золотой Звезды — Василиса Ниловна Тутаринова, мать
- 1952 — Возвращение Василия Бортникова — Василиса
- 1954 — Надежда — Марья Никитична, учительница
- 1954 — Повесть о лесном великане — бабушка
- 1955 — За витриной универмага — Александра Ивановна, соседка Андреевой
- 1955 — Попрыгунья — Пелагея Гавриловна, дачница
- 1956 — Крутые горки — Матвеевна
- 1956 — Ночной патруль — бабушка в окне
- 1957 — Повесть о первой любви — тётка Оли, няня

## Озвучивание мультфильмов
- 1953 — Непослушный котёнок